# Arrondissement Mauriac
Das Arrondissement Mauriac ist ein Verwaltungsbezirk im Département Cantal in der französischen Region Auvergne-Rhône-Alpes. Hauptort (Unterpräfektur) ist Mauriac.

## Geschichte
Am 4. März 1790 wurde mit der Gründung des Départements Cantal auch ein District de Mauriac gegründet, der bereits mit dem jetzigen Arrondissement identisch war. Aus dem Distrikt wurde mit der Gründung der Arrondissements am 17. Februar 1800 das Arrondissement Mauriac.

## Geografie
Das Arrondissement grenzt im Norden an das Arrondissement Issoire im Département Puy-de-Dôme, im Osten an das Arrondissement Saint-Flour, im Süden an das Arrondissement Aurillac und im Westen an die Arrondissements Tulle und Ussel im Département Corrèze, Region Limousin.

## Wahlkreise
Im Arrondissement liegen vier Wahlkreise (Kantone):
- Kanton Mauriac
- Kanton Naucelles (mit zwei von 16 Gemeinden)
- Kanton Riom-ès-Montagnes (mit 14 von 23 Gemeinden)
- Kanton Ydes

## Gemeinden
Die Gemeinden des Arrondissements Mauriac sind:
| 1. Ally (15003)                           | 2. Anglards-de-Salers (15006)       | 3. Antignac (15008)                  | 4. Apchon (15009)           |
| 5. Arches (15010)                         | 6. Auzers (15015)                   | 7. Barriac-les-Bosquets (15018)      | 8. Bassignac (15019)        |
| 9. Beaulieu (15020)                       | 10. Brageac (15024)                 | 11. Chalvignac (15036)               | 12. Champagnac (15037)      |
| 13. Champs-sur-Tarentaine-Marchal (15038) | 14. Chaussenac (15046)              | 15. Collandres (15052)               | 16. Drugeac (15063)         |
| 17. Escorailles (15064)                   | 18. Le Falgoux (15066)              | 19. Le Fau (15067)                   | 20. Fontanges (15070)       |
| 21. Jaleyrac (15079)                      | 22. Lanobre (15092)                 | 23. Madic (15111)                    | 24. Mauriac (15120)         |
| 25. Méallet (15123)                       | 26. Menet (15124)                   | 27. La Monselie (15128)              | 28. Le Monteil (15131)      |
| 29. Moussages (15137)                     | 30. Pleaux (15153)                  | 31. Riom-ès-Montagnes (15162)        | 32. Saignes (15169)         |
| 33. Saint-Bonnet-de-Salers (15174)        | 34. Saint-Chamant (15176)           | 35. Saint-Étienne-de-Chomeil (15185) | 36. Saint-Hippolyte (15190) |
| 37. Saint-Martin-Cantalès (15200)         | 38. Saint-Martin-Valmeroux (15202)  | 39. Saint-Paul-de-Salers (15205)     | 40. Saint-Pierre (15206)    |
| 41. Saint-Projet-de-Salers (15208)        | 42. Saint-Vincent-de-Salers (15218) | 43. Sainte-Eulalie (15186)           | 44. Salers (15219)          |
| 45. Salins (15220)                        | 46. Sauvat (15223)                  | 47. Sourniac (15230)                 | 48. Trémouille (15240)      |
| 49. Trizac (15243)                        | 50. Valette (15246)                 | 51. Le Vaulmier (15249)              | 52. Vebret (15250)          |
| 53. Veyrières (15254)                     | 54. Le Vigean (15261)               | 55. Ydes (15265)                     |                             |